# Conistra elsa
Conistra elsa är en fjärilsart som beskrevs av Schultz 1930. Conistra elsa ingår i släktet Conistra och familjen nattflyn. Inga underarter finns listade i Catalogue of Life.